# Microporus

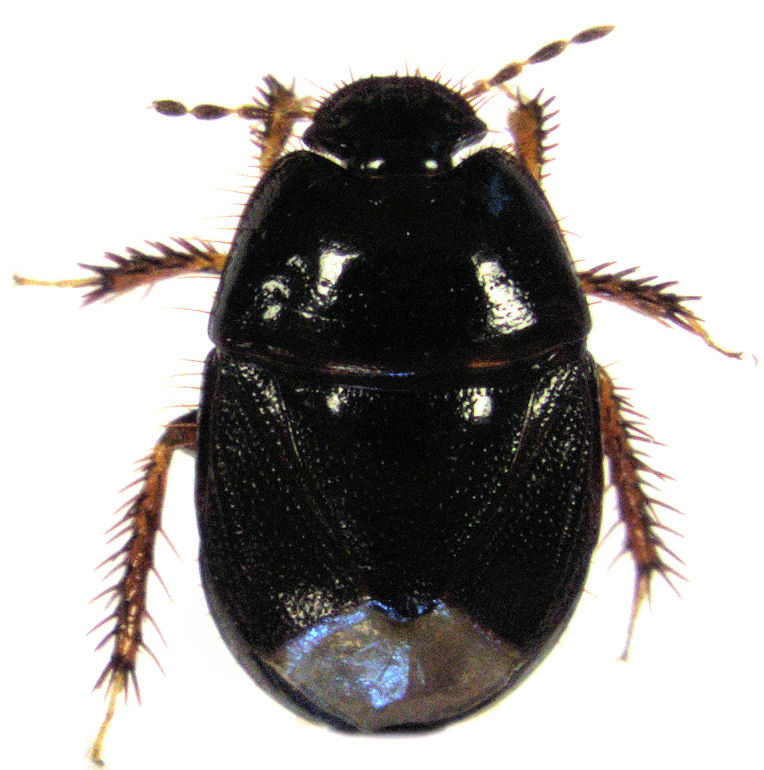
Microporus thoreyi

Microporus – rodzaj pluskwiaków różnoskrzydłych z rodziny ziemikowatych i podrodziny Cydninae.
Pluskwiaki o owalnym w zarysie ciele, zwykle osiągającym poniżej 5,5 mm długości. Ubarwione są czarno, czarnobrązowo lub brązowo, bez jaśniejszych wzorów czy plam. Wyglądem mocno przypominają przedstawicieli rodzaju Byrsinus. Głowę mają nieco rozpłaszczoną, wzdłuż zewnętrznych brzegów policzków zaopatrzoną w rządek osadzonych w porach szczecinek i grubych kolców. Wierzchołek nadustka nosi parę krótkich kolców. Wzdłuż brzegów bocznych przedplecza również biegnie rządek osadzonych w porach szczecinek, które osiągają większą długość niż te na głowie. Tarczka jest wydłużona, dłuższa niż u nasady szeroka, sięgająca znacznie poza połowę długości odwłoka. Gruczoły zapachowe zatułowia mają ujścia o kształcie małego, okrągłego uszka. Ewaporatoria na śródtułowiu i zatułowiu są dobrze wykształcone. Odnóża przedniej pary są grzebne; mają spłaszczone, rozszerzone ku szczytowi, uzbrojone w liczne i grube kolce golenie.
Przedstawiciele rodzaju zasiedlają Stary Świat, Amerykę Północną oraz krainę australijską. W krainie palearktycznej stwierdzono 2 gatunki, z których w Polsce występuje tylko ziemik włochatobrzuchy.
Takson ten wprowadzony został w 1872 roku przez Philipa R. Uhlera. Obejmuje 16 opisanych gatunków:
- Microporus bimaculatus Hesse, 1935
- Microporus cruralis (Stål, 1856)
- Microporus gestroi (Signoret, 1881)
- Microporus laticeps (Signoret, 1882)
- Microporus lautipennis Stål, 1858
- Microporus lepidus Stål, 1853
- Microporus nigritus (Fabricius, 1794) – ziemik włochatobrzuchy
- Microporus nigropunctatus (Berg, 1878)
- Microporus obliquus Uhler, 1872
- Microporus ovatulus (Dallas, 1851)
- Microporus pallidipennis (Reuter, 1882)
- Microporus shiromai Froeschner, 1977
- Microporus striipennis Linnavuori, 1986
- Microporus testudinatus Uhler, 1876
- Microporus thoreyi (Signoret, 1882)
- Microporus vietnamicus Lis, 1994